# Juan Carlos Taboas
Juan Carlos Taboas Lorenzo es un ciclista profesional retirado, nacido en Puenteareas (provincia de Pontevedra, España), el 22 de octubre de 1972. Pasó a profesionales en 1994, en el equipo hispanorruso Santa Clara.
Su mayor éxito profesional fue la medalla de bronce conseguida en el Campeonato de España de ciclismo contrarreloj de 1997, disputado en Melilla solo por detrás de José Enrique Gutiérrez y Joseba Beloki, oro y plata respectivamente
Tuvo que abandonar el ciclismo prematuramente debido a una deficiencia de carnitina palmitoiltransferasa tipo II. 

## Palmarés
1990
- Campeón de España de ruta juvenil

1997
- Medalla de bronce en el Campeonato de España de ciclismo contrarreloj

## Equipos
- Santa Clara (1994-1995)
- Paredes Movel-W 52 (1997)
- Recer-Boavista (1998)